# デイブ・マスティフ
デイブ・マスティフ（Dave Mastiff）のリングネームで知られるデビッド・ミントン（David Minton）は、イギリスの男性プロレスラー。

## 略歴
主にIPW、FWA、1PWなどのイギリスの団体で活動。
2010年2月21日、IPWマットにてリロイ・キンケードを破りIPW:UK全英統一ヘビー級王座を獲得、第10代王者となる。。
同年4月から5月にかけて、IPWへ参戦してきた日本のプロレスリング・ノア勢と対戦。4月4日のシッティングボーン大会では森嶋猛を相手に防衛戦を行い、30分時間切れ引き分けにより2度目の王座防衛を果たした。
同年8月には再びIPWへ遠征してきたノア選手と対戦。8月1日のシッティングボーン大会で潮崎豪を相手に同王座防衛戦を行い、19分32秒、セントーンからの片エビ固めで勝利し、4度目の王座防衛を果たした。
2011年5月、前年に続きIPWへ遠征中のノア勢と対戦。5月14日のブルックスボルン大会では、当時第16代GHCヘビー級王者の杉浦貴の12度目の防衛戦の相手として対戦。20分10秒の熱戦の末にオリンピック予選スラムからの片エビ固めで敗北を喫し、王座奪取には至らなかった。また、5月15日にはシャー・サムエルズ、森嶋猛との3WAY戦によるIPW:UK全英統一ヘビー級王座防衛戦に敗れ、同王座より陥落した（新王者はサムエルズ）。
2014年にTNAに参戦。
2018年7月にNXT UKと契約し10月17日放送分に初登場。
2019年8月31日、第2回NXT UKテイクオーバー：カーディフにおいて、ジョー・コッフィーとラストマン・スタンディングマッチを行い敗れた。

## 得意技
セントーン・ボム
キャノン・ボール
タイガー・ボム
ラリアット
スープレックス
スーパープレックス
ベリー・トゥー・バック・スープレックス
ジャーマンスープレックス

## タイトル歴
IPW:UK
- IPW:UK世界王座
- IPW:UKタッグ王座